# Dreher család

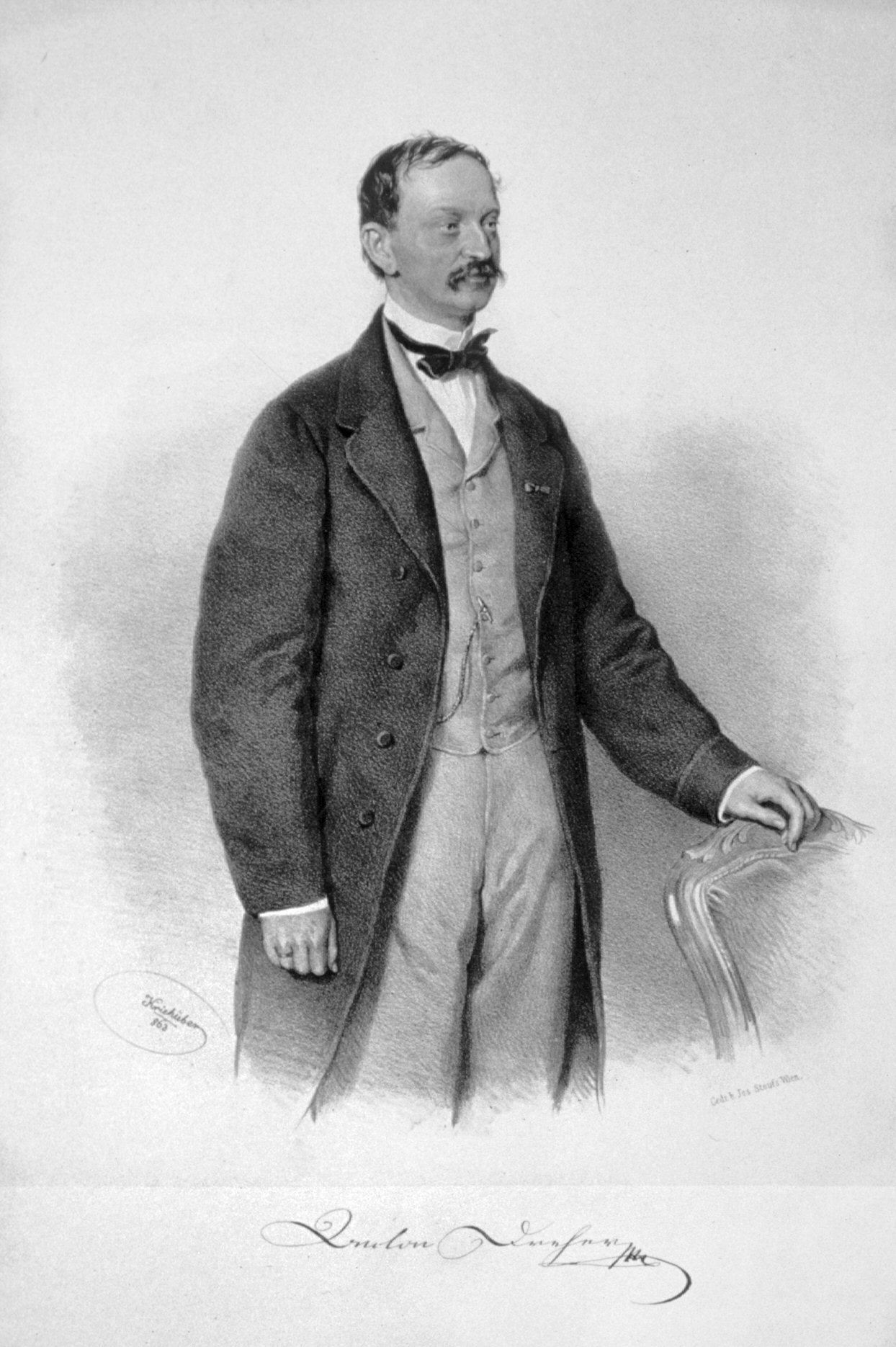
Anton Dreher, 1863

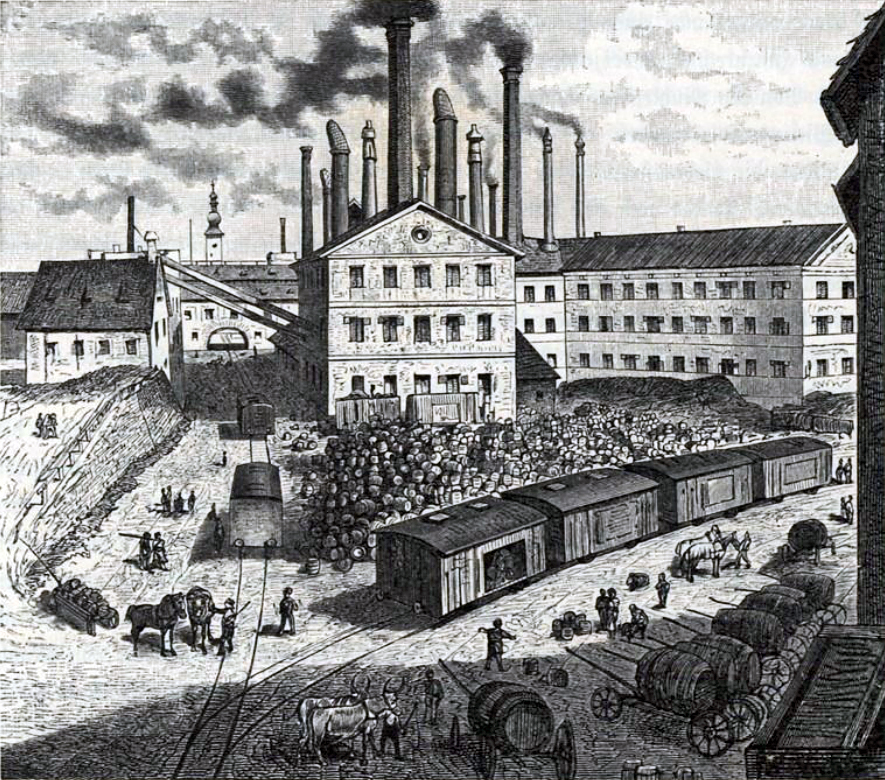
A schwechati sörgyár (1889 előtt)

A Dreher egy osztrák nagyiparos család neve volt, akik fontos szerepet játszottak a lager sör elterjedésében a Bécs közeli schwechati sörfőzdével. A Dreher sörmárka ma is létezik.
A Dreher cég története egy kis falusi serfőzdétől indul, ahol Franz Anton Dreher apjától tanulta meg a sörfőzés fortélyait. Ő teremtette meg később a családi vállalkozás alapjait, s szerezte meg a Dreherek első sörgyárát. Ez lett a kiindulópontja az utódai által létrehozott óriási konszernnek, amelynek a 20. században már Kőbánya lett a központja, s amelytől csak a kényszerű államosítás miatt váltak meg a Dreherek. A világhírűvé vált sörösdinasztia históriája 175 évet ölel fel, amely idő alatt négy generáción át szállt apáról fiúra a sörfőző vállalkozás sikerének titka.
A Dreher sikertörténetében az 1796-os esztendő az első jelentős dátum. Ekkor bukkant fel először ez a családnév a sörkészítés történetében, Franz Anton Dreher (1735-1820) ebben az évben vásárolta meg az 1632-ben alapított Klein-Schwechati Városi Serházat.
Fia, I. Dreher Antal (1810-1863) Ausztriában, Münchenben, majd Angliában tanulta ki a mesterséget. A szigetországi mesterek féltett titkainak ellesésében – a legenda szerint – üreges sétapálcájába rejtett sörminták is segítették. Schwechatra hazatérve 1840 körül bevezette az alsó erjesztésű sörtechnológiát, s kifejlesztett egy új sörtípust: a Lagerbiert. Később ennek köszönhette a „sörkirály” kitüntető címet. Pest és Buda serfőzdéi a 19. század közepéig a Duna közelébe települtek le, hiszen a folyó korlátlan mennyiségben biztosította a sör- és maláta-készítéshez szükséges vizet. Kőbányára egy Münchenben tanult pesti sörfőzőmester, Schmidt Péter kiváló söre hívta fel a figyelmet. Schmidt ugyanis hatalmas sikert aratott a kőbányai sziklapincékben érlelt sörével. Később kiderült, hogy a mélyfúrással nyert kőbányai kutak vize kitűnően alkalmas a sörfőzéshez, a pincék pedig állandó hőmérsékletet biztosítanak az ászokoláshoz, tároláshoz – vagyis az alsó erjesztésű „lagerbier” előállításához.
A föllendülő kőbányai termelés nem kerülte el I. Dreher Antal figyelmét sem – annál is kevésbé, mivel az itteni sörök komoly konkurenciát jelentettek számára. 1856 és 1860 között többször is Pest-Budára látogatott, mire végül 1862-ben sikerült megvennie a cseh, osztrák és bajor konkurenciával küzdő Kőbányai Serház Társaság serfőzdéjét. További telkeket is vásárolt a bővítéshez, de halála (1863) miatt fiára várt, hogy megvalósítsa elképzeléseit.
Ifjabb Dreher Antal (1849-1920) még csak 14 éves volt apja halálakor, így csak 1870-ben vehette át a négy Dreher serfőzde (Schwechat, Kőbánya, Triest, Michelob) vezetését. Fejlesztette gyárai technológiáját és kapacitását, s a kőbányai hamarosan Magyarország legnagyobb sörgyárává vált. A körülötte egymás után épülő új serfőzdék (1892: Polgári; 1894: Király; 1910: Haggenmacher; 1912: Fővárosi Serfőzde) sem tudták megtörni Dreher Antal Serfőzdéjének fejlődését. A négy gyárból álló konszern 1890-ben már 1,2 millió hektoliternyi habos nedűt termelt. 1898-ban megvásárolta a martonvásári Brunszvik-kastélyt.
Ifj. Dreher Antal három fia közül Dreher Jenőre bízta a kőbányai gyár irányítását, amely 1905-ben részvénytársasággá, majd 1907-ben az anyavállalattól független magyar céggé vált. Dreher Jenő sorra részesedést vásárolt a versenytársak, a Haggenmacher Kőbányai és Budafoki Rt., a Barber és Klusemann Serfőzőházból, illetve az 1867-ben alakult Első Magyar Részvény Serfőzde Rt. tulajdonából. A belőlük 1923-ban egyesült Dreher Kombinát 1928-ban beolvasztotta a kanizsai Király Serfőzde Rt.-t is. A grandiózus terjeszkedés eredményeképpen 1933-ban létrejött a Dreher-Haggenmacher Első Magyar Részvényserfőzde Rt., amely kitűnő sörével mintegy 70%-ban uralta a piacot, míg a másik két kőbányai gyárnak – a Polgári és a Fővárosi Serfőzdének – alig egynegyed szelet maradt. A Dreher Nyugat-Európában, Amerikában, Ázsiában, Afrikában és Ausztráliában is ismert, világhírű márkanévvé emelkedett. A második világháború után hamarosan ismét beindult a termelés, ám 1948 márciusában államosították a család magyarországi tulajdonát. Egy évvel később a Dreher-Haggenmacher Első Magyar Részvényserfőzdét összevonták a Polgári és a Fővárosi Serfőzdével, az Export Magyar Malátagyárral, valamint a Kanizsai Király Serfőzdével. A nagy múltú Dreherből így lett Kőbányai Sörgyár.
Ettől kezdve a Dreherek sorsa és a sörgyártás végleg elvált egymástól: a leszármazottak közül senki sem vitte tovább apáik mesterségét, és sem a gyár, sem termékei nem tarthatták meg a Dreher márkanevet.